# Перенесение в Гатчину части Креста Господня
Перенесе́ние из Ма́льты в Га́тчину ча́сти Креста Госпо́дня — господский праздник, отмечаемый Русской православной церковью 12 (25) октября.
Полное название — «Перенесение из Мальты в Гатчину части древа Животворящего Креста Господня, Филермской иконы Божией Матери и десной руки святого Иоанна Крестителя». Установлен в 1800 году в воспоминание перенесения этих реликвий в Россию.

## История праздника
В 1530 году «Суверенный военный гостеприимный орден Святого Иоанна, Иерусалима, Родоса и Мальты», он же Иерусалимский орден госпитальеров, получив в подарок от императора Карла V Мальту, переместился на этот остров. 11 (22) июня 1798 года по пути в Египет на Мальте высадились войска Наполеона. Поскольку устав ордена госпитальеров запрещал им поднимать оружие против других христиан, мальтийские рыцари обратились к защите и покровительству России.
В августе 1798 года в Санкт-Петербурге был собран капитул Великого приорства Российского (оно было создано в 1797 году), на который прибыло немало известных мальтийских рыцарей. Низложив бывшего главу ордена, фон Гомпеша, который подписал 12 июня с Наполеоном акт о капитуляции, рыцари избрали 72-м великим магистром ордена русского императора Павла I. 29 ноября (10 декабря) 1798 года царь принял Орден под своё покровительство.

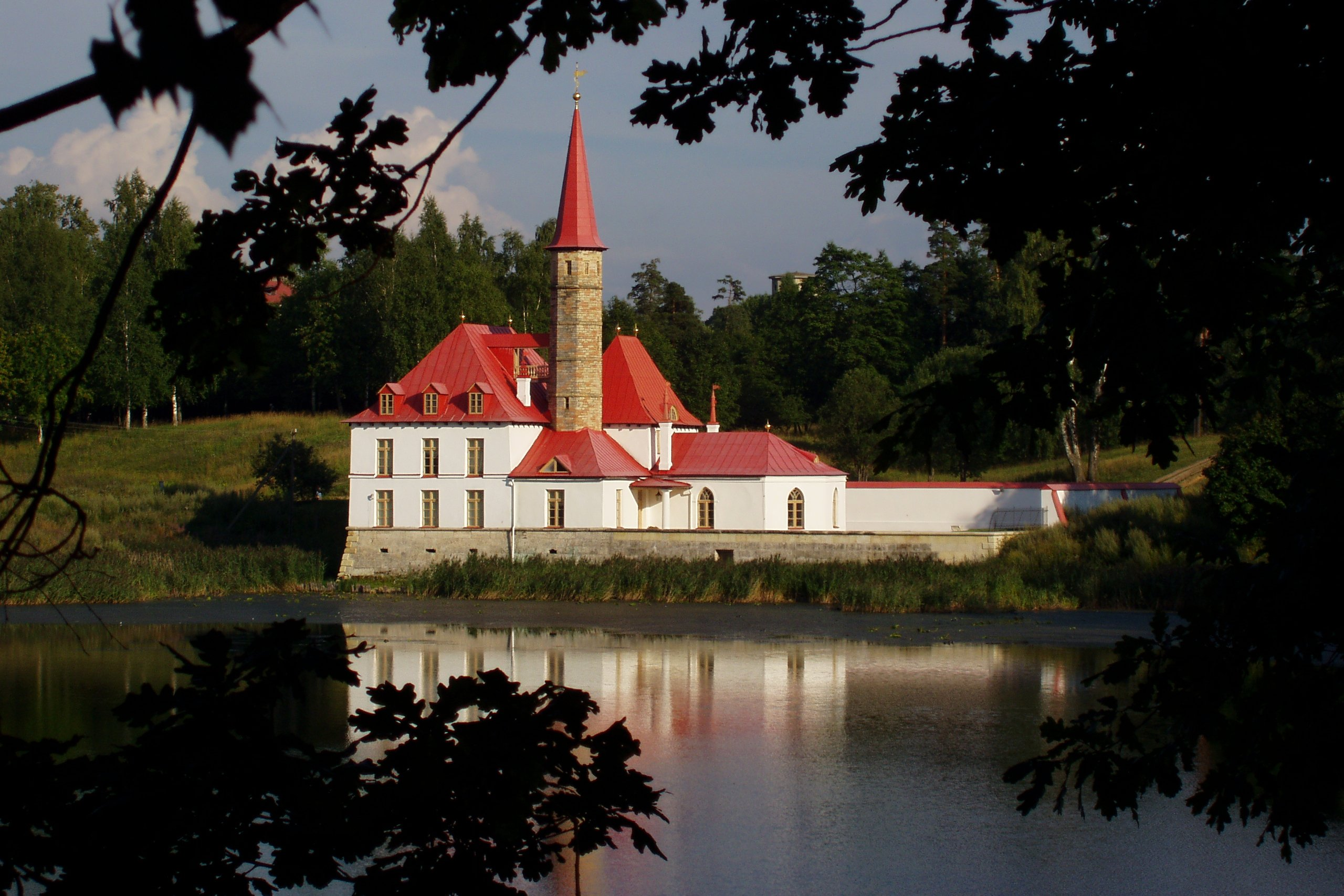
Приоратский дворец в Гатчине, дарованный указом Павла I Мальтийскому ордену

Летом того же года всего за три месяца, с 15 (26) июня по 12 (23) сентября 1798 года в Гатчине (45 км к югу от центра Петербурга), с использованием уникальной землебитной технологии были возведены стены Приоратского дворца, где по замыслам Павла I должен был разместиться капитул Мальтийского ордена. На следующий год, 22 августа (2 сентября) 1799 года император принял дворец и 23 августа (3 сентября) предоставил его Ордену.
Среди главных реликвий ордена была десница Иоанна Крестителя. У госпитальеров она оказалась после захвата турками Константинополя в 1453 году, после чего её переправили на остров Родос, где тогда размещался этот рыцарский орден. Когда турки в 1522 году захватили Родос, госпитальеры переместились на Мальту, забрав с собой все святыни.
12 (23) октября 1799 года привезённые в Гатчину три древние реликвии госпитальеров — частица древа Креста Господня, Филермская икона Божией Матери и десница Иоанна Крестителя — были перенесены «из внутренних Его Императорского Величества комнат … в придворную гатчинского дворца церковь». В церкви Гатчинского дворца святыни оставались до 9 декабря того же года, когда они были перевезены в Петербург и помещены в Большой церкви Зимнего дворца.
Осенью 1919 года, при отходе армии Юденича из Гатчины, святыни вывезли в Эстонию, а затем в Данию, где передали вдове Александра III Марии Фёдоровне. Её дочери передали реликвию митрополиту Антонию (Храповицкому). Мощи хранились в Берлине, затем в Югославии, но во время Второй мировой войны пропали, и после войны югославские правоохранительные органы на протяжении шести лет вели поиск реликвии. Обнаружив её в 1951 году в Цетиньском монастыре в Черногории, власти передали десницу в хранилище государственного исторического музея города Цетинье.
В июне 2006 года десница Иоанна Крестителя из Цетиньского монастыря была провезена по 10 городам России, Белоруссии и Украины.

## Празднование
Праздник, установленный Правительствующим Синодом в честь «перенесения из Мальты в Гатчину части древа Животворящего Креста Господня, Филермской иконы Божией Матери и десной руки святого Иоанна Крестителя», был впервые отмечен в 1800 году. С тех пор он отмечается не только Русской церковью, но и в ряде других автокефальных поместных православных церквей, в том числе в Сербской. В печатных календарях для экономии места на 25 октября название праздника приводится в сокращённом виде — «Перенесение из Мальты в Гатчину части Креста Господня».
В России по ныне действующему Типикону в этот день вспоминается прежде всего святой Иоанн Предтеча. В 1800 году придворный протоиерей Сергий Ливотов составил «Службу на пренесение честныя руки Предтечевы», в том же году напечатанную в Санкт-Петербурге.